# Metropolia Hermosillo
Metropolia Hermosillo – metropolia Kościoła rzymskokatolickiego w Meksyku. Erygowana w dniu 13 lipca 1963 roku. W skład metropolii wchodzi 1 archidiecezja i 3 diecezje.
W skład metropolii wchodzą:
- Archidiecezja Hermosillo
  - Diecezja Ciudad Obregón
  - Diecezja Culiacán
  - Diecezja Nogales